# Нкуба, Кен
Кен Нкуба́ Тшие́н (фр. Ken Nkuba Tshiend; родился 15 января 2002) — бельгийский футболист, вингер клуба «Генк».

## Клубная карьера
Начинал футбольную карьеру в молодёжных командах бельгийских клубов «Монс», «Мускрон» и «Шарлеруа». 26 октября 2018 года подписал свой первый профессиональный контракт с клубом «Шарлеруа». В тот же день дебютировал в основном составе клуба, выйдя на замену в матче против «Гента». 16-летний Нкуба стал первым игроком бельгийского чемпионата, родившимся в 2002 году.

## Карьера в сборной
Выступал за сборные Бельгии до 17, до 18 и до 19 лет.